# Stade 20 Août 1955 (Sukajkida)
Stade 20 Août 1955 – wielofunkcyjny stadion w Sukajkidzie, w Algierii. Został otwarty w 1930 roku. Może pomieścić 25 000 widzów. Swoje spotkania rozgrywają na nim piłkarze klubu JSM Skikda.